# 亞當與夏娃

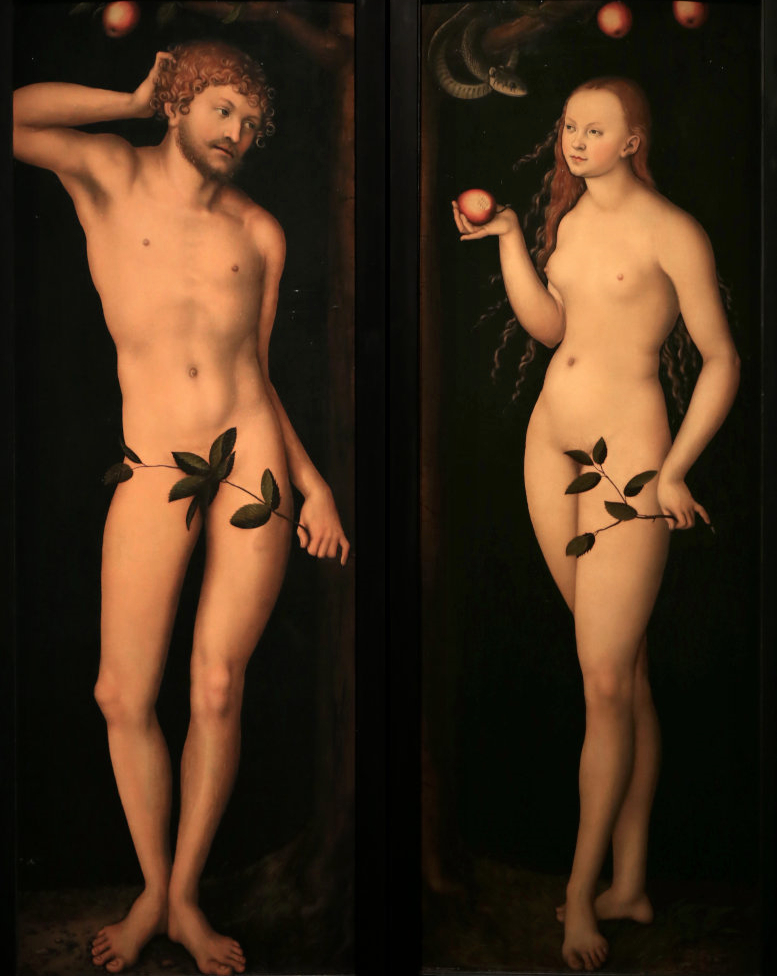
亚当和夏娃，老卢卡斯·克拉纳赫，1528年

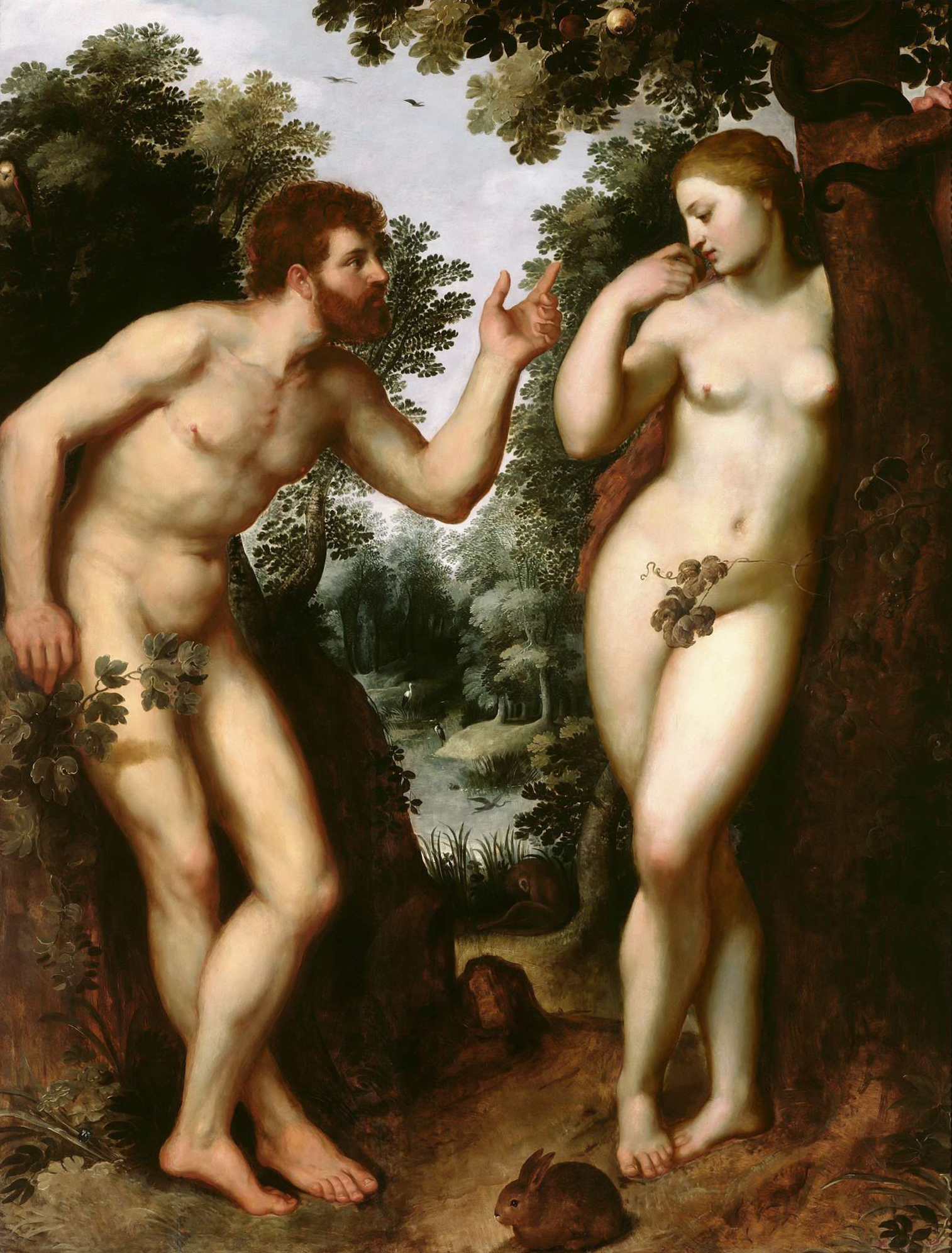
亚当和夏娃，鲁本斯，約1600年

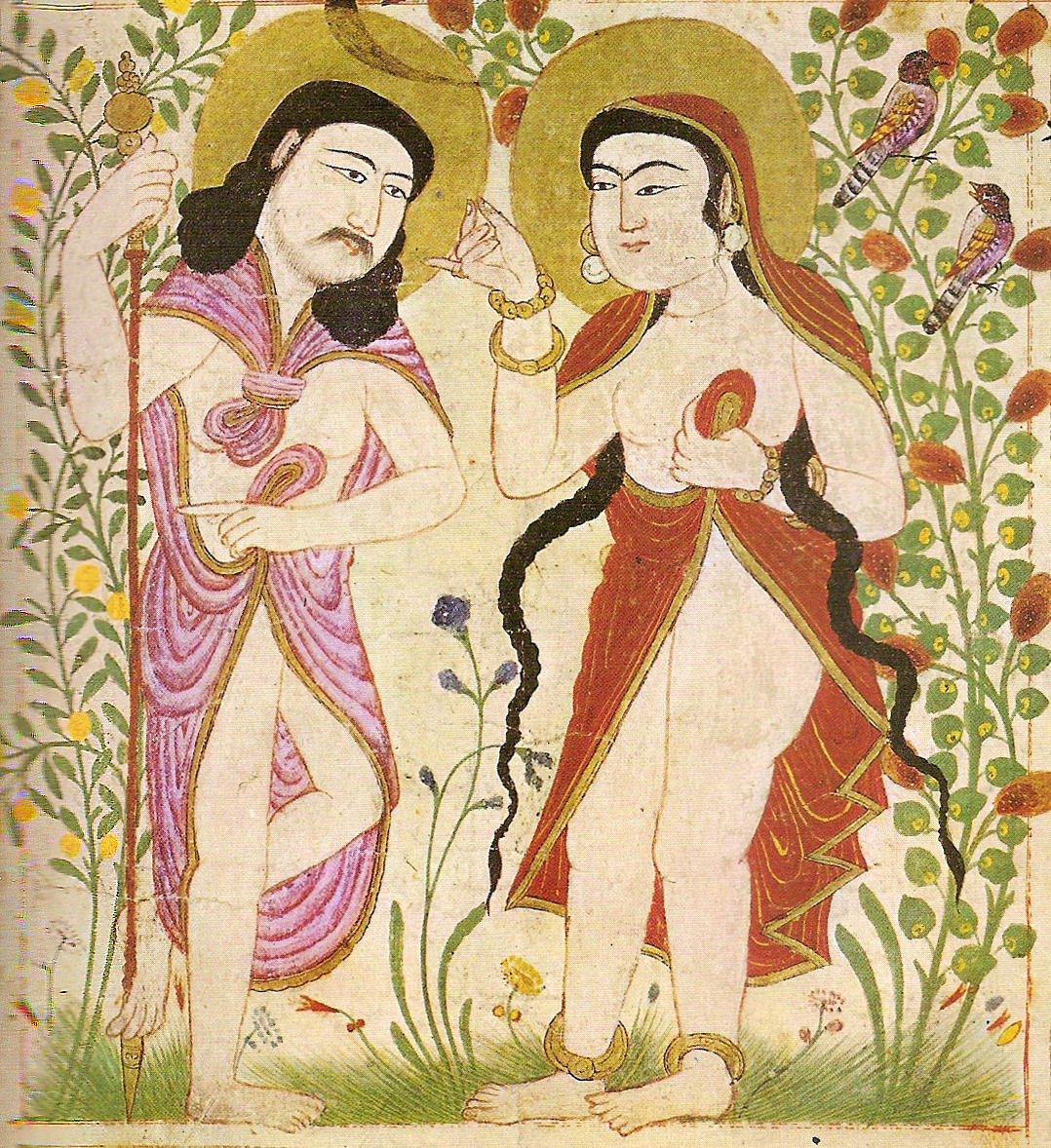
Manafi al-Hayawan的绘画，描绘了阿丹和夏娃在伊斯兰教中的形象。伊朗馬拉蓋，1294-1299年

根據亞伯拉罕宗教的創世神話，亞當和夏娃或稱亞當和厄娃是地球上第一個男人和女人 ，有时候又称为人类的原祖父母。在伊斯蘭教及基督教中，神創造了亞當和夏娃（或稱厄娃），將他們放在伊甸園中，就像在世上的天堂一様，但他們犯罪（偷食禁果），因此使得後來的世界充滿著苦難及不公正。此故事也提供一個信念：人類是從一個單一的家庭開始，所有的人類都是這一個家庭的後裔，根據後來描繪的形象可知，他們是屬於高加索人種。此故事也提供了原罪，成為基督教（尤其是西方基督教）重要神學概念的聖經基礎，但同為亞伯拉罕宗教的猶太教及伊斯蘭教不接受原罪的概念。
在《古蘭經》中也提到亞當和夏娃，名稱為阿丹及哈娃。